# European Cup
De European Cup is een voormalige atletiekcompetitie die vanaf 2009 is vervangen door de European Team Championships. In de Europa Cup streden de meeste belangrijke Europese landen tegen elkaar. De competitie werd voor het eerst gehouden in 1965 onder de naam Bruno Zauli Cup in Duitsland. De competitie voor mannen werd in Stuttgart gehouden en de competitie voor vrouwen in Kassel. In de beginperiode vond het evenement tweemaal per jaar plaats en een keer zelfs driemaal maar sinds 1993 werd het een jaarlijks toernooi.

## Geschiedenis
Het idee van de wedstrijd, ontwikkeld door Bruno Zauli, directeur van de European Committee of the International Association of Athletics Federations, was om een competitie op te zetten voor alle Europese atletiekbonden, waarin zij tegen elkaar zouden strijden per atletiekonderdeel. Zauli overleed zelf enkele maanden voor het eerste evenement maar de competitie werd steeds bekender naarmate de jaren verstreken.
De competitie heeft altijd verschillende liga's gehad die landen moesten doorlopen. Tijdens de eerste twintig jaar waren er verschillende groepen (liga's) die apart van elkaar plaatsvonden. Kleinere landen, zoals Luxemburg en Zwitserland kwamen uit in de voorronden. Daarna konden grotere atletieklanden als het Verenigd Koninkrijk en Frankrijk direct gaan meedoen aan de halve finales. De beste tweede landen van elk van de drie halve finales zouden doorgaan naar de finale.
Deze formule was aardig succesvol, maar rond 1983 werd het aantal competities waarin de atleten moesten deelnemen zo groot dat het voor landen lastig werd om hun beste team naar elk onderdeel te sturen. Het format zou veranderd moeten worden zodat elk land in de gehele wedstrijd op dezelfde dag zou spelen.
De Top Liga werd de Super Liga en bestond uit zestien team, 8 mannen en 8 vrouwenteams. De mannen- en vrouwenteams waren gesplitst zodat ook wanneer een vrouwenteam degradeerde het mannenteam nog steeds door kon spelen in de Super Liga, dit zolang ze maar genoeg punten hadden. Naast de Super Liga bestonden de Eerste en de Tweede Liga, deze bestonden uit de andere Europese landen die niet in de finale stonden.

## European Team Championships
Sinds 2009 bestaat de competitie in een nieuw format, de European Team Championships. Er zijn nu 4 liga's, bestaande uit twintig onderdelen voor zowel mannen als vrouwen. De Super en de Eerste Liga hebben elk twaalf teams. Terwijl de Tweede en Derde Liga respectievelijk 8 en 14 teams hebben. The scores van de teams worden uitgerekend door het gemiddelde van de mannen en de vrouwen te nemen.

## Puntensysteem en promotie/degradatie
De landen kregen als team punten voor de prestaties op elk onderdeel. De winnaar per onderdeel kreeg acht punten, een tweede plaats leverde zeven punten op en zo verder aflopend. Wanneer een atleet niet finishte of gediskwalificeerd werd kreeg het land geen punten toebedeeld voor het betreffende onderdeel.
Zowel bij de mannen als vrouwen werd er uiteindelijk een team tot winnaar uitgeroepen nadat de totaalscore aan punten bepaald was. De vier teams (twee mannenteams en twee vrouwenteams) met de meeste punten kwalificeerden zich vervolgend voor deelname aan de IAAF World Cup als individuele landenteams.
De twee landenteams voor mannen en vrouwen die onderaan eindigden werden teruggezet naar de Eerste Liga en de winnaars van die liga promoveerden jaarlijks. Eenzelfde sequentie volgde van Eerste naar Tweede en Tweede naar Derde Liga. Dit systeem zorgde ervoor dat een groter aantal atleten uitkwam tegen andere atleten die ze in reguliere competities niet zo vaak zouden treffen.

## Liga posities in 2009
De liga's voor de competitie van 2009 werden samengesteld door de scores van de mannen- en vrouwenteams van 2008 bij elkaar op te tellen. Aangezien er 46 teams zijn ontvangt het winnende team 46 punten, het tweede team 45, enzovoorts. De nieuwe liga's zijn:
| Superliga           | Superliga | Eerste Liga | Eerste Liga | Tweede Liga | Tweede Liga | Derde Liga            | Derde Liga |
| ------------------- | --------- | ----------- | ----------- | ----------- | ----------- | --------------------- | ---------- |
| Land                | Punten    | Land        | Punten      | Land        | Punten      | Land                  | Punten     |
| Rusland             | 1548      | Wit-Rusland | 1217        | Ierland     | 971.5       | Moldavië              | 722        |
| Verenigd Koninkrijk | 1518      | Slovenië    | 1211        | Bulgarije   | 947         | Israël                | 714        |
| Polen               | 1512      | Roemenië    | 1182.5      | Kroatië     | 942         | Denemarken            | 709.5      |
| Duitsland           | 1472      | Turkije     | 1166        | Letland     | 933         | Bosnië en Herzegovina | 555.5      |
| Italië              | 1455      | België      | 1139        | Slowakije   | 901         | IJsland               | 550.5      |
| Spanje              | 1426.5    | Hongarije   | 1133        | Litouwen    | 839.5       | Luxemburg             | 399.5      |
| Frankrijk           | 1423.5    | Nederland   | 1118        | Oostenrijk  | 783         | Georgië               | 356        |
| Oekraïne            | 1412.5    | Finland     | 1072.5      | Cyprus      | 749         | Azerbeidzjan          | 332.5      |
| Griekenland         | 1359.5    | Estland     | 1035.5      |             |             | Montenegro            | 310.5      |
| Zweden              | 1309      | Zwitserland | 1032.5      | Argentinië  | 301.5       |                       |            |
| Tsjechië            | 1236      | Servië      | 1028.5      | AASSE       | 280         |                       |            |
| Portugal            | 1222      | Noorwegen   | 974         | Albanië     | 191         |                       |            |
|                     |           |             |             |             |             | Andorra               | 187        |
| Noord-Macedonië     | 164       |             |             |             |             |                       |            |

## Winnaars
Superliga
| Jaar | Mannen                         | vrouwen                        | Gaststad            | Gastland                 |
| ---- | ------------------------------ | ------------------------------ | ------------------- | ------------------------ |
| 1965 | Sovjet-Unie                    | Sovjet-Unie                    | Stuttgart/Kassel    | Bondsrepubliek Duitsland |
| 1967 | Sovjet-Unie                    | Sovjet-Unie                    | Kiev                | Sovjet-Unie              |
| 1970 | Duitse Democratische Republiek | Duitse Democratische Republiek | Stockholm/Boedapest | Zweden/ Hongarije        |
| 1973 | Sovjet-Unie                    | Duitse Democratische Republiek | Edinburgh           | Verenigd Koninkrijk      |
| 1975 | Duitse Democratische Republiek | Duitse Democratische Republiek | Nice                | Frankrijk                |
| 1977 | Duitse Democratische Republiek | Duitse Democratische Republiek | Helsinki            | Finland                  |
| 1979 | Duitse Democratische Republiek | Duitse Democratische Republiek | Turijn              | Italië                   |
| 1981 | Duitse Democratische Republiek | Duitse Democratische Republiek | Zagreb              | Joegoslavië              |
| 1983 | Duitse Democratische Republiek | Duitse Democratische Republiek | Londen              | Verenigd Koninkrijk      |
| 1985 | Sovjet-Unie                    | Sovjet-Unie                    | Moskou              | Sovjet-Unie              |
| 1987 | Sovjet-Unie                    | Duitse Democratische Republiek | Praag               | Tsjecho-Slowakije        |
| 1989 | Verenigd Koninkrijk            | Duitse Democratische Republiek | Gateshead           | Verenigd Koninkrijk      |
| 1991 | Sovjet-Unie                    | Duitsland                      | Frankfurt           | Duitsland                |
| 1993 | Rusland                        | Rusland                        | Rome                | Italië                   |
| 1994 | Duitsland                      | Duitsland                      | Birmingham          | Verenigd Koninkrijk      |
| 1995 | Duitsland                      | Rusland                        | Villeneuve-d'Ascq   | Frankrijk                |
| 1996 | Duitsland                      | Duitsland                      | Madrid              | Spanje                   |
| 1997 | Verenigd Koninkrijk            | Rusland                        | München             | Duitsland                |
| 1998 | Verenigd Koninkrijk            | Rusland                        | Sint-Petersburg     | Rusland                  |
| 1999 | Duitsland                      | Rusland                        | Parijs              | Frankrijk                |
| 2000 | Verenigd Koninkrijk            | Rusland                        | Gateshead           | Verenigd Koninkrijk      |
| 2001 | Polen                          | Rusland                        | Bremen              | Duitsland                |
| 2002 | Verenigd Koninkrijk            | Rusland                        | Annecy              | Frankrijk                |
| 2003 | Frankrijk                      | Rusland                        | Florence            | Italië                   |
| 2004 | Duitsland                      | Rusland                        | Bydgoszcz           | Polen                    |
| 2005 | Duitsland                      | Rusland                        | Florence            | Italië                   |
| 2006 | Frankrijk                      | Rusland                        | Málaga              | Spanje                   |
| 2007 | Frankrijk                      | Rusland                        | München             | Duitsland                |
| 2008 | Verenigd Koninkrijk            | Rusland                        | Annecy              | Frankrijk                |

## Beste prestaties
| Onderdeel           | Tijd     | Recordhouder                                                                        | Vertegenwoordigd                                                                    | Jaar       |
| ------------------- | -------- | ----------------------------------------------------------------------------------- | ----------------------------------------------------------------------------------- | ---------- |
| 100 m               | 10,04    | Linford Christie                                                                    | Groot-Brittannië                                                                    | 1996, 1997 |
| 200 m               | 20,11    | Linford Christie                                                                    | Groot-Brittannië                                                                    | 1995       |
| 400 m               | 44,75    | David Grindley                                                                      | Groot-Brittannië                                                                    | 1993       |
| 800 m               | 1:44,28  | Wilson Kipketer                                                                     | Denemarken                                                                          | 2002       |
| 1500 m              | 3:33,63  | José Manuel Abascal                                                                 | Spanje                                                                              | 1983       |
| 3000 m              | 7:41,08  | Dieter Baumann                                                                      | Duitsland                                                                           | 1997       |
| 5000 m              | 13:21,68 | Salvatore Antibo                                                                    | Italië                                                                              | 1991       |
| 10000m              | 27:32,85 | Fernando Mamede                                                                     | Portugal                                                                            | 1983       |
| 3000 m Steeplechase | 8:13,32  | Mariano Scartezzini                                                                 | Italië                                                                              | 1981       |
| 110 m Hordelopen    | 13,10    | Colin Jackson                                                                       | Groot-Brittannië                                                                    | 1993       |
| 400 m Hordelopen    | 47,85    | Harald Schmid                                                                       | West-Duitsland                                                                      | 1979, 1985 |
| 4x100 m Estafette   | 38,16    | Groot-Brittannië (Jason Gardener, Darren Campbell, Marlon Devonish, Julian Golding) | Groot-Brittannië (Jason Gardener, Darren Campbell, Marlon Devonish, Julian Golding) | 1999       |
| 4x400 m Estafette   | 2:59,46  | Groot-Brittannië (Roger Black, Jamie Baulch, Ewan Thomas, Mark Richardson)          | Groot-Brittannië (Roger Black, Jamie Baulch, Ewan Thomas, Mark Richardson)          | 1997       |

| Onderdeel        | Tijd/afstand | Recordhouder     | Vertegenwoordigd | Jaar |
| ---------------- | ------------ | ---------------- | ---------------- | ---- |
| Hoogspringen     | 2,40m        | Patrik Sjöberg   | Zweden           | 1989 |
| Polsstokspringen | 6,00m        | Radion Gataullin | Rusland          | 1993 |
| Verspringen      | 8,38         | Robert Emmiyan   | Sovjet-Unie      | 1987 |
| Verspringen      | 8,38         | Kirill Sosunov   | Rusland          | 1998 |
| Hink-stap-sprong | 17,77        | Christo Markov   | Bulgarije        | 1985 |
| Kogelstoten      | 22,05        | Sergey Smirnov   | Sovjet-Unie      | 1985 |
| Kogelslingeren   | 82,90        | Jüri Tamm        | Sovjet-Unie      | 1985 |
| Discuswerpen     | 68,76        | Lars Riedel      | Duitsland        | 1995 |
| Speerwerpen      | 92,41        | Aki Parviainen   | Finland          | 2001 |

| Onderdeel           | Tijd/afstand | Recordhouder                                                                      | Vertegenwoordigd                                                                  | Jaar |
| ------------------- | ------------ | --------------------------------------------------------------------------------- | --------------------------------------------------------------------------------- | ---- |
| 100 m               | 10,77        | Ivet Lalova                                                                       | Bulgarije                                                                         | 2004 |
| 200 m               | 21,99        | Silke Gladisch                                                                    | Oost-Duitsland                                                                    | 1987 |
| 400 m               | 48,60        | Marita Koch                                                                       | Oost-Duitsland                                                                    | 1979 |
| 400 m               | 48,60        | Olga Vladykina                                                                    | Sovjet-Unie                                                                       | 1985 |
| 800 m               | 1:55,91      | Jarmila Kratachvilova                                                             | Tsjecho-Slowakije                                                                 | 1985 |
| 1500 m              | 3:58,40      | Ravilya Agletdinova                                                               | Sovjet-Unie                                                                       | 1985 |
| 3000 m              | 8:35,32      | Zola Budd                                                                         | Groot-Brittannië                                                                  | 1995 |
| 5000 m              | 14:29,11     | Paula Radcliffe                                                                   | Groot-Brittannië                                                                  | 2004 |
| 10000m              | 31:03,62     | Kathrin Ullrich                                                                   | Duitsland                                                                         | 1991 |
| 3000 m Steeplechase | 9:35.95      | Cristina Casandra                                                                 | Roemenië                                                                          | 2005 |
| 110 m Hordelopen    | 12,47        | Cornelia Oschkenat                                                                | Oost-Duitsland                                                                    | 1987 |
| 400 m Hordelopen    | 53,38        | Yuliya Pechonkina                                                                 | Rusland                                                                           | 2002 |
| 4x100 m Estafette   | 41,65        | Oost-Duitsland (Silke Gladisch, Marita Koch, Ingrid Auerswald-Lange-Marlies Göhr) | Oost-Duitsland (Silke Gladisch, Marita Koch, Ingrid Auerswald-Lange-Marlies Göhr) | 1985 |
| 4x400 m Estafette   | 3:18,58      | Sovjet-Unie (Olga Nazarova, Nadezhda Olizarenko-Mariya Pinigina, Olga Vladykina)  | Sovjet-Unie (Olga Nazarova, Nadezhda Olizarenko-Mariya Pinigina, Olga Vladykina)  | 1985 |

| Onderdeel        | Tijd/afstand | Recordhouder        | Vertegenwoordigd | Jaar |
| ---------------- | ------------ | ------------------- | ---------------- | ---- |
| Hoogspringen     | 2,06m        | Stefka Kostadinova  | Bulgarije        | 1989 |
| Polsstokspringen | 4,75m        | Monika Pyrek        | Polen            | 1993 |
| Verspringen      | 7,42         | Tatyana Kotova      | Rusland          | 1987 |
| Hink-stap-sprong | 14,98        | Tatyana Lebedeva    | Rusland          | 1985 |
| Kogelstoten      | 21,56        | Natalya Lisovskaya  | Sovjet-Unie      | 1985 |
| Kogelslingeren   | 76,50        | Tatyana Lysenko     | Rusland          | 1985 |
| Discuswerpen     | 73,90        | Diana Gansky        | Oost-Duitsland   | 1995 |
| Speerwerpen      | 70,20        | Christina Obergföll | Duitsland        | 2001 |

## Gaststeden
| #  | Jaar | A Finale                             | B Finale                                |
| -- | ---- | ------------------------------------ | --------------------------------------- |
| 1  | 1965 | Stuttgart (mannen), Kassel (vrouwen) |                                         |
| 2  | 1967 | Kiev                                 |                                         |
| 3  | 1970 | Stockholm                            |                                         |
| 4  | 1973 | Edinburgh                            |                                         |
| 5  | 1975 | Nice                                 |                                         |
| 6  | 1977 | Helsinki                             | Göteborg (mannen), Třinec (vrouwen)     |
| 7  | 1979 | Turijn                               | Karlovac (mannen), Parijs (vrouwen)     |
| 8  | 1981 | Zagreb                               | Athene (mannen), Pescara (vrouwen)      |
| 9  | 1983 | Londen                               | Praag (mannen), Sittard (vrouwen)       |
| 10 | 1985 | Moskou                               | Boedapest                               |
| 11 | 1987 | Praag                                | Göteborg                                |
| 12 | 1989 | Gateshead                            | Brussel (mannen), Straatsburg (vrouwen) |
| 13 | 1991 | Frankfurt                            | Barcelona                               |
| 14 | 1993 | Rome                                 | Brussel                                 |
| 15 | 1994 | Birmingham                           | Valencia                                |
| 16 | 1995 | Villeneuve-d'Ascq                    | Bazel, Turku                            |
| 17 | 1996 | Madrid                               | Lissabon, Bergen                        |
| 18 | 1997 | München                              | Praag, Dublin                           |
| 19 | 1998 | Sint-Petersburg                      | Boedapest, Malmö                        |
| 20 | 1999 | Parijs                               | Lahti, Athene                           |
| 21 | 2000 | Gateshead                            | Oslo, Bydgoszcz                         |
| 21 | 2001 | Bremen                               | Vaasa, Boedapest                        |
| 22 | 2002 | Annecy                               | Banská Bystrica, Seville                |
| 23 | 2003 | Florence                             | Lappeenranta, Velenje                   |
| 24 | 2004 | Bydgoszcz                            | Plovdiv, Istanboel                      |
| 25 | 2005 | Florence                             | Gävle, Leiria                           |
| 26 | 2006 | Málaga                               | Praag, Thessaloniki                     |
| 27 | 2007 | München                              | Vaasa, Milaan                           |
| 28 | 2008 | Annecy                               | Leiria, Istanboel                       |